# 麥克沃爾特 (喬治亞州)
麥克沃爾特（英語：McWhorter）是位於美國喬治亞州道格拉斯縣的一個非建制地區。該地的面積和人口皆未知。

## 地理
麥克沃爾特的座標為33°36′47″N 84°50′12″W / 33.61306°N 84.83667°W，而該地的平均海拔高度為322米（即1056英尺）。